# Istebna
Istebna ist ein Dorf und Sitz der Landgemeinde (gmina wiejska Istebna) im Landkreis Teschen (Powiat Cieszyński) in der Woiwodschaft Schlesien in Polen. Es ist Sitz der gleichnamigen Landgemeinde mit 12.184 Einwohnern (Stand 31. Dezember 2020).

## Geographie
Istebna liegt im Süden der Schlesischen Beskiden etwa 15 km südlich von Wisła und am Fuße des Berges Złoty Groń (707 m) im Quellgebiet der Olsa.  Es umfasst das obere Olza-Tal und die Hänge der umliegenden Berge auf einer Höhe von 580–630 m über dem Meeresspiegel. Die Landschaft besteht hauptsächlich aus Berggebiet mit Wäldern.

## Geschichte

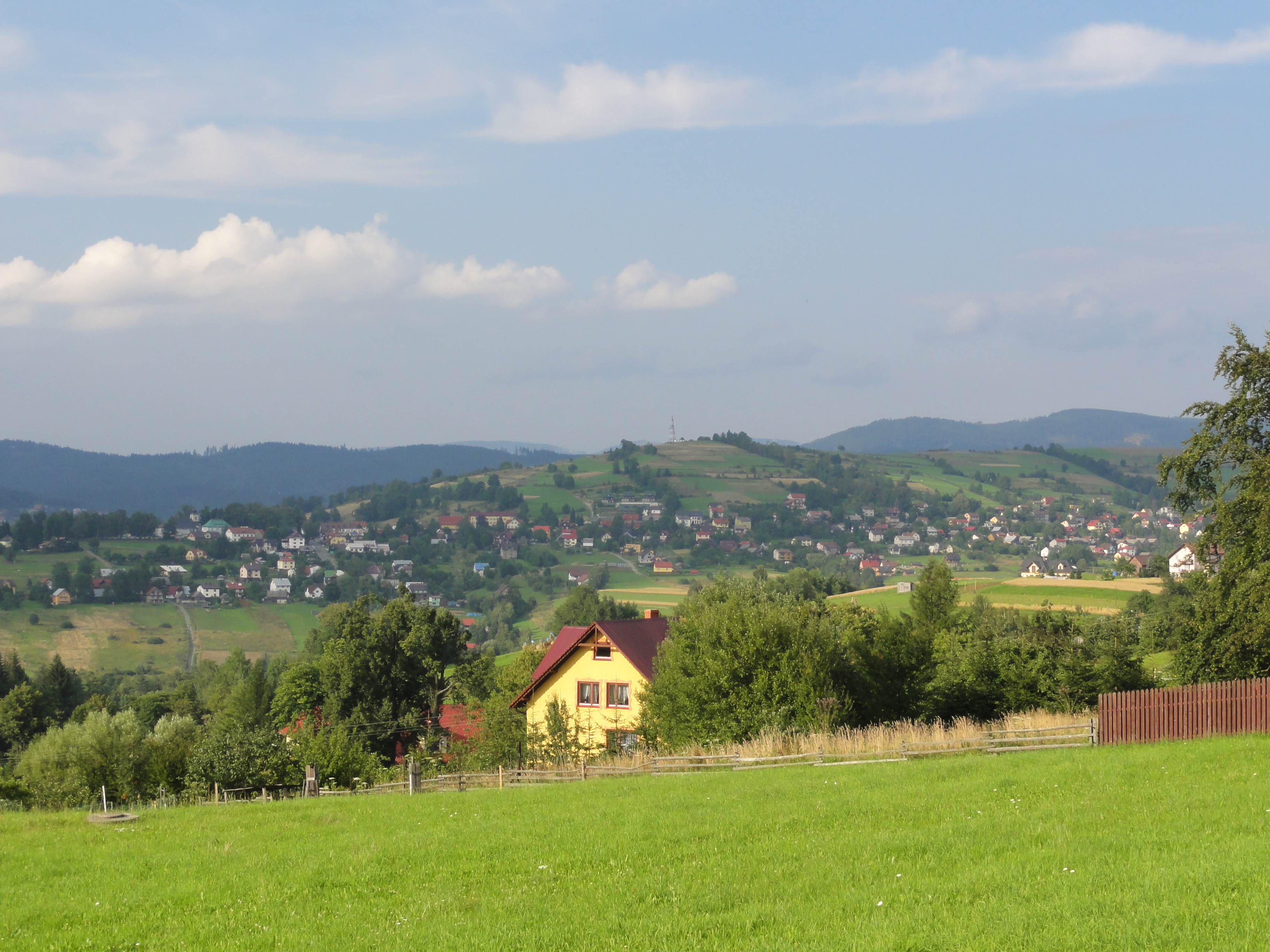
Blick über Istebna und den Berg Złoty Groń

Die Besiedlung der Schlesischen Beskiden erfolgte im 15. Jahrhundert, und zwar aus 2 Richtungen:
- Bauern aus dem nördlichen Flachland Schlesiens
- Nomaden („Walachen“) aus den Karpaten ab 1494

Die Volksgruppen vermischten sich, wobei Teile der Kleidung und der Glauben aus den Karpaten übernommen wurden.
Die erste urkundliche Erwähnung von Istebna gibt es aus dem Jahr 1577. Das Dorf gehörte zum Herzogtum Teschen, das bis zum Jahr 1625 unter der schlesischen Linie der Piasten stand und ab 1653 unter die Herrschaft der Habsburger gelangte. Es wird erwähnt 1621 in Dokumenten der Volkszählung des Herzogtums Teschen. Die ältesten Einträge in den Grundbüchern über Istebna stammen aus dem Jahr 1629: Die Siedler von Istebna wurden vom Herzog von Teschen verpflichtet, Schindeln herzustellen, Holz zu fällen und es den Fluss Olza hinunter nach Teschen zu treiben.
Bis zur Mitte des 19. Jahrhunderts blieb die Hirtentätigkeit die Hauptbeschäftigung der Einwohner. Das erste Siegel der Gemeinde aus dem Jahr 1702 zeigt eine Ziege, die an einem Baum nagt. 1794 wurde die heutige Kirche des Guten Hirten gebaut, 1819 eine neue Backsteinschule neben der Kirche, im selben Jahr das Gasthaus „U Ujca“ gegründet, das viele Jahre Zentrum des gesellschaftlichen Lebens wurde.
Laut der österreichischen Volkszählung von 1900 lebten in Istebna auf einer Fläche von 4.828 Hektar 2.212 Menschen in 379 Gebäuden, davon waren 2.083 (94,2 %) Einwohner Katholiken, 123 6 % Evangelisch und 6 (0,3 %) Juden; 2.200 (99,5 %) von ihnen sprachen Polnisch und 11 (0,5 %) Deutsch. Bis 1910 stieg die Gebäudezahl auf 396 und die Einwohnerzahl auf 2.245.
Nach dem Zusammenbruch der österreichisch-ungarischen Monarchie und dem tschechoslowakisch-polnischen Krieg um Teschener Schlesien im Jahr 1919 wurde das Dorf Polen zugesprochen. Im Jahr 1930 wurde die evangelische Kirche am östlichen Ortsausgang eingeweiht.
Von 1975 bis 1998 gehörte Istebna zur Woiwodschaft Bielsko-Biała.

## Gemeinde
Zu dem Dorf selbst gehören folgende Einzelsiedlungen, Weiler oder Ortsteile: Andziółówka, Beskid, Bryjowie, Brzestowy, Burowie, Bystry, Czadeczka, Czostkowa, Drobniawy, Dupny, Dzielec, Filipionka, Gazurowie, Gliniany, Haratykowie, Jasnowice, Kawulonka, Kawulowie, Kiepkowie, Kohutowie, Kościanowice, Kościół, Kubalonka, Kubalowie, Kulonkowie, Lanckorona, Leszczyna, Łączyna, Macurzonka, Matyska, Michałkowa Olza, Michałkowie, Mikowa Łąka, Mikowie, Mikszówka, Mlaskawka, Mraźnice, Murzynka, Na Las, Nowina, Olecki, Pietroszonka, Piła, Polanka, Polokowie, Połom, Potoczki, Rechtorzonka, Skała, Słowiaczonka, Stecówka, Suszkowie, Szarcowie, Szymcze, Tokarzonka, U Forotu, U Psujki, U Stawu, Wilcze, Wojtaszowie, Wojtkowie, Wysznie Pole, Za Doliną und Za Groń.
Das Dorf ist Sitz der gleichnamigen Landgemeinde (gmina wiejska) Istebna mit einer Fläche von etwa 84 km². Zu ihr gehören das Dorf selbst und zwei weitere Dörfer mit Schulzenämtern (sołectwa). Auf Grund ihrer abseitigen Lage in den Schlesischen Beskiden werden sie auch als die „Drei-Beskiden-Dörfer“ (Beskidzka Trójwieś) bezeichnet.

## Sehenswürdigkeiten
- Dorf-Museum Jan Kawulok (Chata Kawulok) ist ein privates ethnografisches Museum im Weiler Wojtosze. Die Anlage befindet sich in einem hölzernen Hochlandhaus aus dem Jahr 1863, das der Familie Kawulok gehört. Gründer war Jan Kawulok.
- Museum und Gemäldegalerie der Familie Konarzewski, das Privatmuseum der Familie Konarzewski in Andziołówka-Bucznik enthälte Gemälde, Skulpturen, Keramiken, Zeichnungen und Grafiken geschaffen von Mitgliedern der Familie. In seiner Nähe steht die Votivkapelle der Familie.
- Museum des Malers und Graphikers Jan Walach ein Privatmuseum im Ortsteil Andziołówka das Grafiken, Zeichnungen, Gemälden und Skulpturen im Atelier neben dem ehemaligen Wohnhaus des Künstlers enthält.
- Kirche zum Guten Hirten in Istebna (Kościół Dobrego Pasterza) wurde von 1792 bis 1794 gebaut, im Inneren hat sie eine barocke Ausstattung mit einer Schiffskanzel und einem muschelförmigen Taufbecken.[2]

- Pfarrkirche Hl. Kreuzerhöhung (kościół Podwyższenia Krzyża Świętego) ist eine 1779 errichtete Schrotholzkirche. Sie wurde 1957-58 von ihrem ursprünglichen Standort aus Przyszowice in den Ortsteil Kubalonka gebracht. Im Inneren ist ein Barockaltar.[3]

- Evangelische Kirche in Istebna (1927–1930) Nach Kriegsschäden wurde die Kirche renoviert und auf dem neuen Hauptaltar ein Gemälde des Erlösers angebracht.
- Bauernhäuser (Chalupy) als Blockhäuser auf Steinsockeln, zum Beispiel Nr. 80 von 1923 mit Scheune von 1875; Nr. 146 aus dem 19. Jahrhundert mit Stall von 1874.[4]
- Der Gebirgspass Kubalonka auf 758 m ü.N.N. verbindet das Tal der Weichsel mit dem Tal der Olsa.

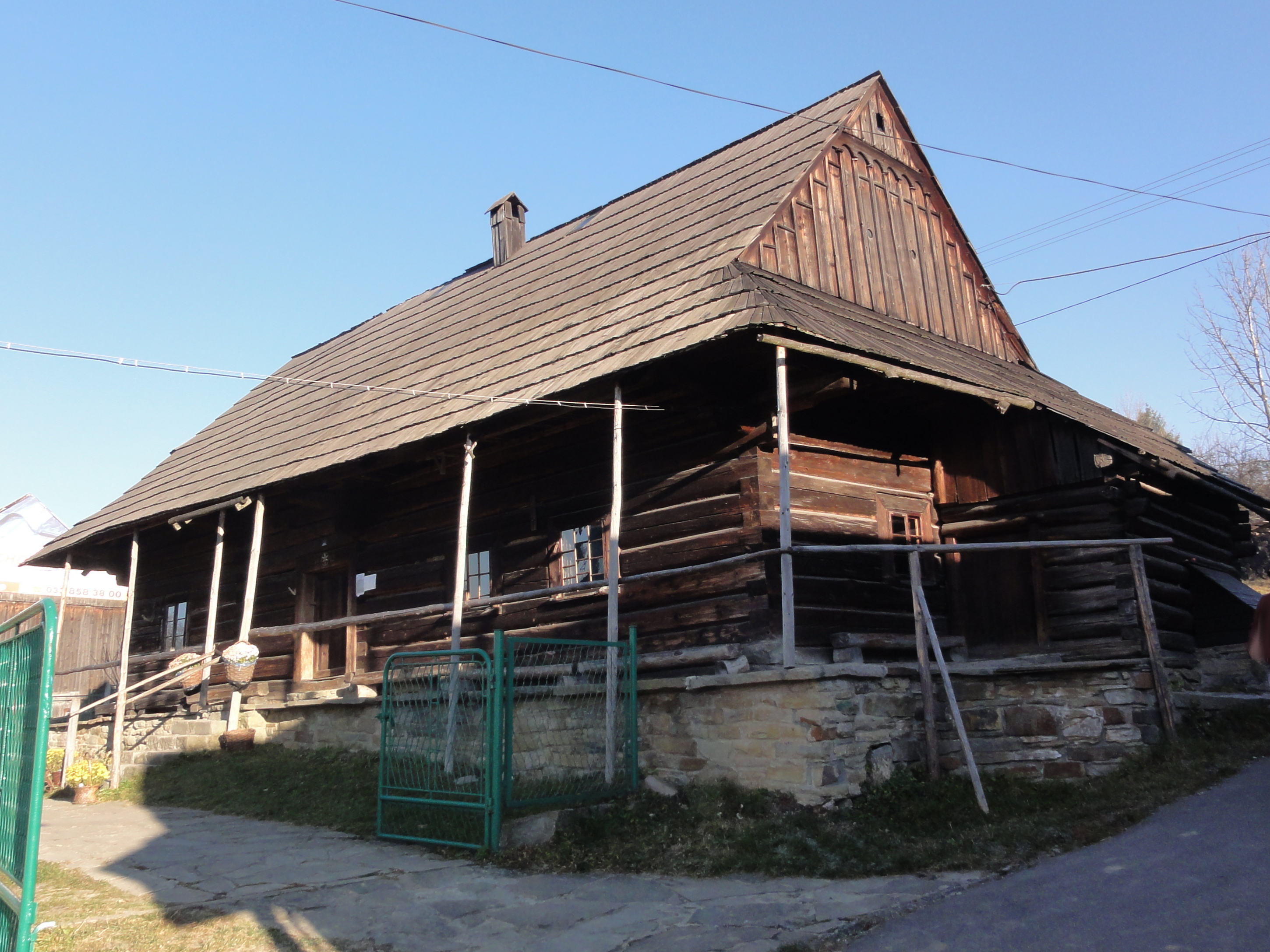
Dorf-Museum Jan Kawulok
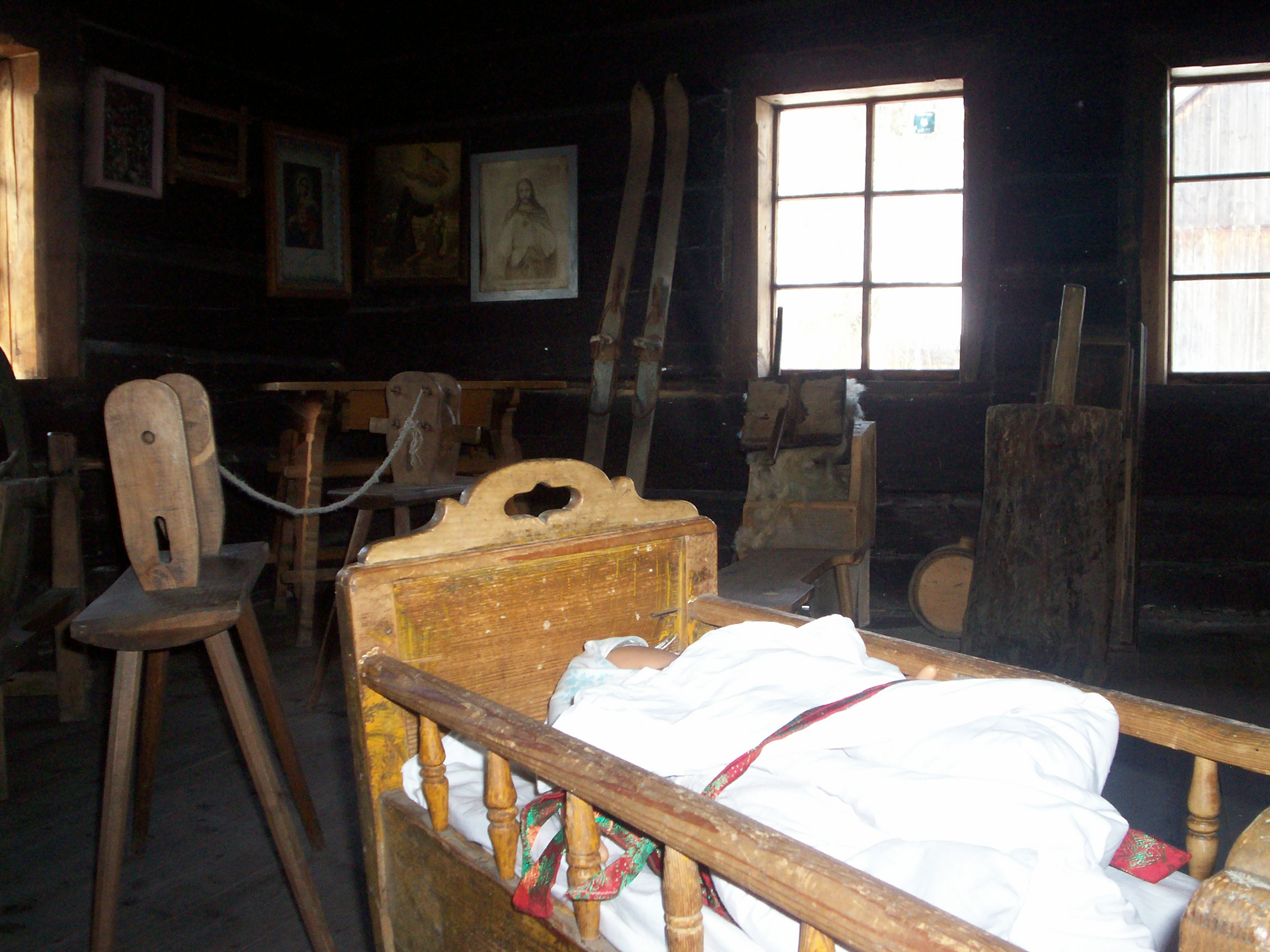
Im Dorf-Museum Jan Kawulok
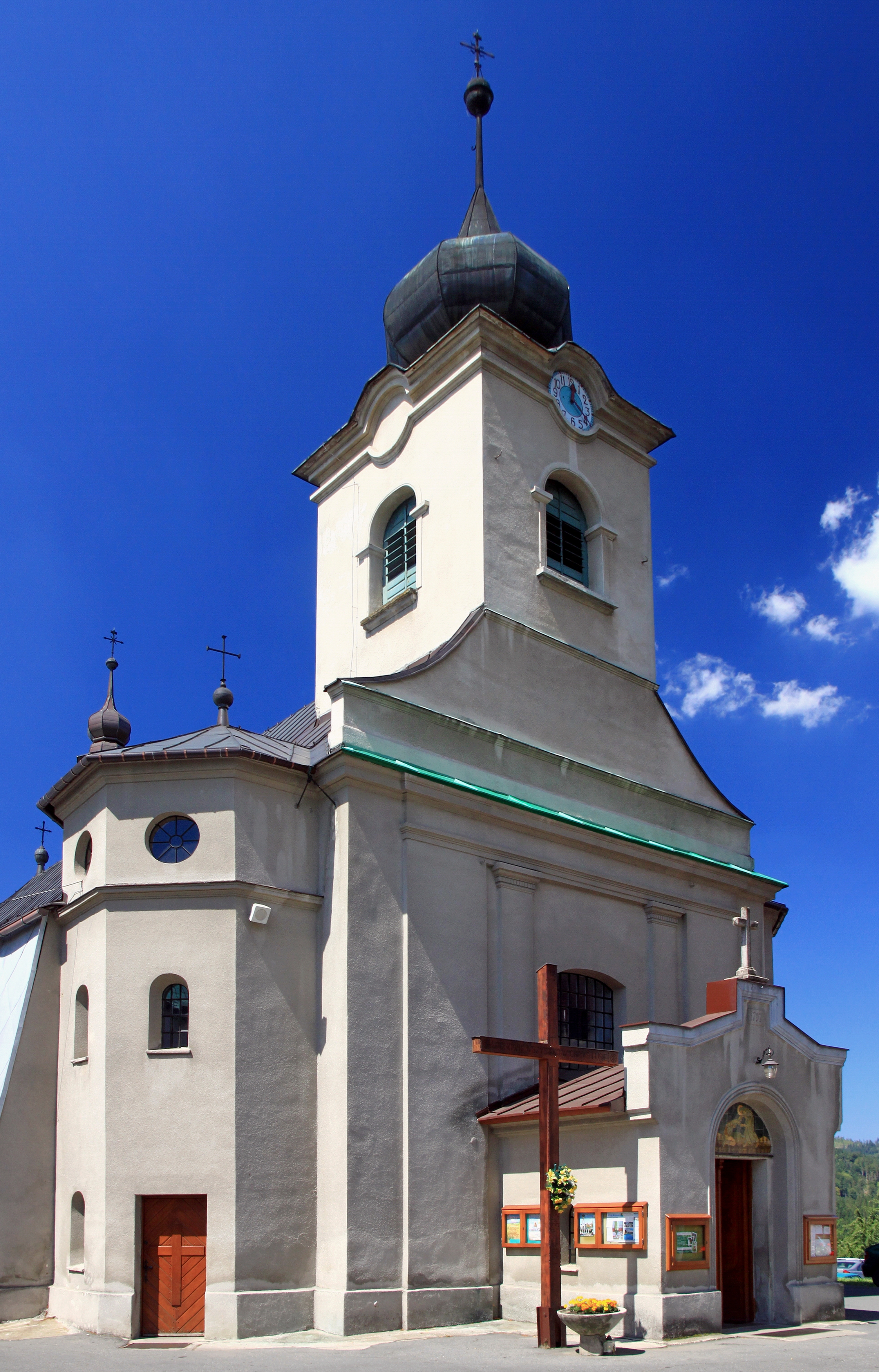
Kirche zum Guten Hirten
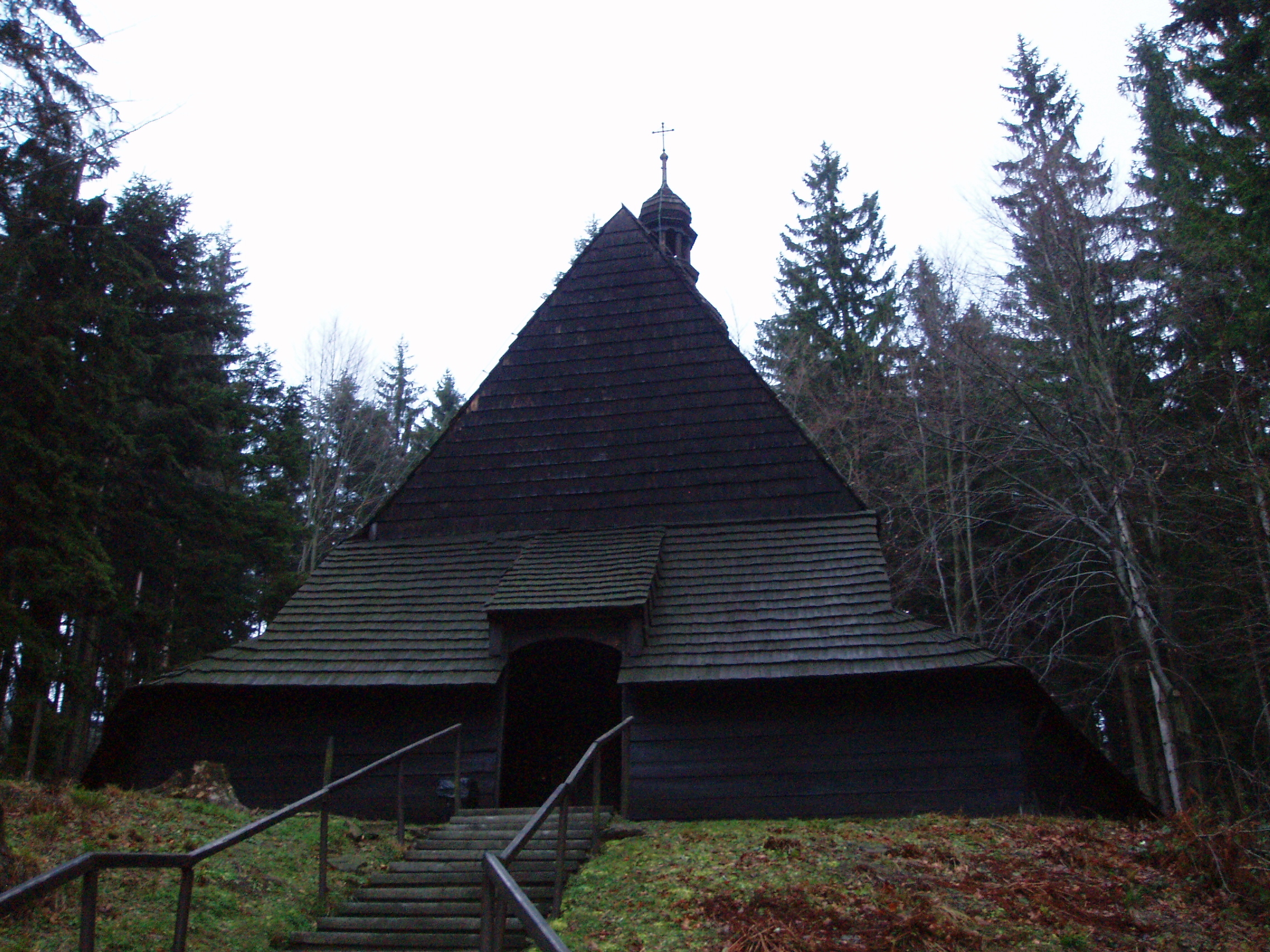
Pfarrkirche Heilige Kreuzerhöhung

## Wirtschaft
Die meisten Beschäftigten arbeiten in der Forstwirtschaft, im Dienstleistungssektor oder im Fremdenverkehrs-Sektor. Das Dorf ist ein Sportzentrum, insbesondere dank der Langlaufloipen.

## Verkehr
Durch den Ort läuft die Straßenverbindung der Schlesischen Beskiden  mit den Saybuscher Beskiden. Es gibt Grenzübergänge zur Tschechischen Republik und der Slowakei.
Durch den Ort führen zwei Fernwanderwege und vier Radtrassen.

## Persönlichkeiten
- Jerzy Probosz (1901–1942), Schriftsteller, Dichter und Publizist
- Jerzy Kukuczka (1948–1989), Bergsteiger
- Jan Legierski (* 1952), Nordischer Kombinierer
- Stanisław Kawulok (* 1953), Nordischer Kombinierer
- Jan Dragon (* 1956), Skilangläufer
- Waldemar Pytel (* 1958), lutherischer Theologe, ab 2015 Bischof der Diözese Breslau
- Wiesław Krótki OMI (* 1964), katholischer Bischof von Churchill-Baie d’Hudson
- Bernadeta Bocek-Piotrowska (* 1970), Skilangläuferin
- Janusz Krężelok (* 1974) Skilangläufer
- Dominik Bury (* 1996), Skilangläufer